# Умм Шарик
Газийа бинт Джабир (араб. غزية بنت جابر‎ Ghazia bint Jaber, чья кунья Умм Шарик эль-Ансарийя араб. أم شريك الأنصارية‎ 'Umm Sharik al-Ansarya; ум. Мекка) — личность первых дней ислама, сподвижница исламского пророка Мухаммеда. Происходя из клана Амира ибн Луайя, она связана с племенами Бану Даус и Бану Азд. Умм Шарик осталась известна благодаря своему возможному браку и разводу с Мухаммедом в Медине. Она упоминается всеми авторами исключительно в качестве женщины, «отдавшей себя Пророку».

## Принятие ислама
Муж Умм-Чарик принял ислам вместе с ней. В 620-х годах, во времена раннего ислама, правящий класс Мекки подвергал людей, принявших эту религию, пыткам, чтобы заставить их отказаться от своей новой веры. Умм Шарик, принявшую ислам, заставили стоять под палящим солнцем в течение трёх дней и не позволяли ей пить воду.

## Возможный брак и развод с Мухаммедом
Известно, что после развода Умм Шарик сделала Мухаммеду предложение, которое он принял. Его жена Аиша бинт Абу Бакр ревновала его и считала, что «нет ничего хорошего в женщине, которая отдается мужчине», на что Умм Шарик отвечала, что она хороший человек.
Умм Шарик косвенно упоминается в суре Корана 33 аяте 50: «О Пророк! Мы сделали для тебя дозволенными твоих жен […] всякую верующую женщину, а также любую верующую женщину, которая подарит себя Пророку, если Пророк захочет жениться на ней. Последнее дозволено только тебе, но не другим верующим.». Несколько хадисов сообщают, что этот стих был ниспослан об Умм Шарик, на что Аиша резко ответила Мухаммаду: «Аллах скор на исполнение твоих желаний».
Позже Мухаммед развелся с Умм Шарик, но она осталась его близкой спутницей и сподвижницей. Умм Шарик так и не вышла замуж повторно до конца своей жизни.
Традиция приписывает ему передачу двух хадисов: один о знаках, возвещающих о приходе Антихриста, другой о гекконе.